# عقوبة الإعدام في مصر
الإعدام هو قتل شخص بإجراء قضائي من أجل العقاب أو الردع العام والمنع.وتعرف الجرائم التي تؤدي إلى هذه العقوبة بجرائم الإعدام أو جنايات الإعدام. وقد طبقت عقوبة الإعدام في كل المجتمعات تقريبًا، ما عدا المجتمعات التي لديها قوانين مستمدة من الدين الرسمي للدولة تمنع هذه العقوبة. وتعد هذه العقوبة قضية جدلية رائجة في العديد من البلاد، ومن الممكن أن تتغاير المواقف في كل مذهب سياسي أو نطاق ثقافي. وثمة استثناء كبير بالنسبة لأوروبا حيث أن المادة الثانية من ميثاق الحقوق الأساسية للـاتحاد الأوروبي يمنع تطبيق هذه العقوبة. واليوم، ترى منظمة العفو الدولية أن معظم الدول مؤيدة لإبطال هذه العقوبة. مما أتاح للأمم المتحدة أن تعطي صوتًا بتأييد صدور قرار غير ملزم لإلغاء عقوبة الإعدام.لكن أكثر من 60% من سكان العالم يعيشون في دول تطبق هذه العقوبة حيث أن الأربعة دول الأكثر سكانًا وهي جمهورية الصين الشعبية والهند والولايات المتحدة الأمريكية وإندونيسيا تطبق عقوبة الإعدام.
لا تزال مصر تستخدم عقوبة الإعدام في نظامها القضائي، ويعتبر مفتي الديار المصرية المسؤول بموجب القانون المصري لمراجعة جميع أحكام الإعدام في مصر. من الناحية القانونية، يكون رأيه استشاريا وغير ملزم للمحكمة الرئاسية التي أصدرت حكم الإعدام. وبحسب تقرير للمركز العربي لاستقلال القضاء والمحاماة عام 2012، ف«إسهاب المشرع المصري في تقرير هذه العقوبة القاسية»، مشيرا أن مئة وخمسة من الأفعال الإجرامية يعاقب مرتكبها بالإعدام، مضيفا «تتجلى خطورة هذا الإسهاب إذا ما تم إيلاء الاعتبار إلى أن العديد من هذه الأفعال لا تدخل في نطاق 'الجرائم الأشد خطورة'» وعدم تناسبها مع خطورة هذه العقوبة، وأنه وصل لدرجة ربما تصفه بإساءة استعمال الحق في تقرير العقاب، وعدم احترام أو تقديس الحياة الإنسانية، بل الاستهانة بأهمية حماية الحق في الحياة.
تم النص على الجرائم المعاقب عليها بالإعدام في قانون العقوبات المصري الحالي والصادر بنص القانون رقم 58 لسنة 1937، وقد نص في المادة الأولى منه على إلغاء قانون العقوبات الجاري العمل به أمام المحاكم الأهلية، كما ينص في المادة الثانية منه على وجوب تنفيذ هذا القانون ويعمل به من 15 أكتوبر 1937 .
وقد نص كذلك على أنواع الجرائم بشكل عام وصنفها إلى ثلاثة أقسام الجنايات والجنح والمخالفات، والجنايات بشكل عام هي الجرائم المعاقب عليها بالعقوبات الآتية: الإعدام، الأشغال الشاقة المؤبدة، والأشغال الشاقة المؤقتة.
كما ينص قانون العقوبات المصري على أنه كل محكوم عليه بالإعدام يشنق. كما تنص المادة (25) على أنه كل حكم بعقوبة جناية يستلزم حرمان المحكوم عليه من الحقوق والمزايا الآتية:
- أولاً: القبول في أية خدمة في الحكومة مباشرة أو بصفة متعهد أو ملتزم أياً كانت أهمية الخدمة.
- ثانياً: التحلي برتبة أو نشان.
- ثالثاً: الشهادة أمام المحاكم مدة العقوبة إلا على سبيل الاستدلال.
- رابعاً: إدارة أشغاله الخاصة بأمواله وأملاكه ويعين قيماً لهذه الإدارة بواسطة المحكمة.
- خامساً: بقائه من يوم الحكم عليه عضواً في أياً من المجالس المحلية، أو البلدية، أو أي لجنة عمومية.
- سادساً: صلاحيته لأن يكون خبيراً أو شاهداً في العقود إذا حكم عليه نهائياً بالأشغال الشاقة.

## الجرائم المعاقب عليها بالإعدام في قانون العقوبات المصري
الجرائم التي يعاقب عليها القانون المصري بالإعدام هي:
أولاً: القتل العمد مع سبق الإصرار والترصد : والإصرار السابق هو القصد المصمم عليه قبل الفعل لارتكاب جنحة أو جناية يكون غرض المصر منها إيذاء شخص معين أو أي شخص غير معين وجده أو صادفه سواء كان هذا القصد معلق على حدوث أمر أو موقوفاً على شرط. بينما الترصد هو تربص الإنسان لشخص في جهة أو جهات كثيرة مدة من الزمن طويلة كانت أو قصيرة ليتوصل إلى قتل ذلك الشخص أو إيذائه بالضرب ونحوه. أما من قتل نفساً من غير سابق إصرار أو ترصد يعاقب بالأشغال الشاقة المؤبدة أو المؤقتة ومع ذلك يحكم على فاعل هذه الجناية بالإعدام إذا تقدمتها أو اقترنت بها أو تلتها جناية أخرى، وكذلك يحكم بالإعدام إذا كانت الجريمة قد ارتكبت لغرض إرهابي. كذلك فالمشاركون في القتل الذي يستوجب الحكم على فاعله بالإعدام أو بالأشغال الشاقة المؤبدة.
ثانيا: جنحه الشهادة الزور إذا ادت إلى الإعدام: قد تصل هذه العقوبة إلى الإعدام وذلك في حالة ما إذا ترتب على هذه الشهادة الحكم على المتهم المشهود عليه بعقوبة الإعدام وتم تنفيذ هذه العقوبة عليه فعلا فإنه يحكم على المتسبب في هذه الحالة وهو الشاهد الزور بذات العقوبة وهي الإعدام أما في غير هذه الحالة فإن العقوبة تتراوح بين السجن المؤقت من 3 إلى 15 سنة والحبس حسب نوع الجريمة أو الدعوى التي شهد فيها. (السند القانونى المادة 295 من قانون العقوبات المصري).

## أحداث ستاد بورسعيد 2012
في 26 يناير 2013، حكمت محكمة مصرية حكما بالإعدام ل21 شخصا أدينوا بالمشاركة في هجوم كبير من قبل مشجع النادي المصري ضد مشجعي النادي الأهلي الرياضي في ملعب بورسعيد في 1 فبراير 2012. توفي 74 شخصا في أعمال العنف التي اندلعت في بورسعيد، مصر، وتم الحكم بالإعدام على 21 شخصا لدورهم في كارثة ملعب بورسعيد.

## محاكمات 2014 الجماعية
في خضم الاضطراب السياسي ما بعد مظاهرات 30 يونيو 2013 في مصر، حُكم في 24 إبريل 2014 على 683 شخصا بالإعدام بقضية زعمت انتمائهم للإخوان المسلمين، ومن ضمنهم المرشد العام للجماعة محمد بديع، وأكدت أحكام الإعدام ل37 من 529 من المناصرين المزعومين الذين سبق إدانتهم في قضية أخرى وجهت فيها إليهم اتهامات بارتكاب أعمال عنف في اعتصامين في القاهرة نظمهما أنصار الرئيس المخلوع محمد مرسي، والتي فُضّت بعنف مُميت على يد الشرطة في 14 اغسطس 2013. وصفها محمد المسيري المتابع للقضايا باحثا لمنظمة العفو الدولية انها «إفتقرت لأساسيات المحاكمة العادلة»، وحُكم على كُل المتهمين الذين لم يتم تأييد أحكام الإعدام عليهم في القضية الأولى بالسجن لمدة 25 عامًا.
في البدء أثارت أحكام القاضي سعيد يوسف في القضية الأولى استنكارا وإدانة دولية ودفع جماعات حقوق الإنسان من خارج البلاد للتعبير عن غضبها بعد ان أصدر الحكم على 529 من المُدعى عليهم في 24 مارس بالإعدام، وذلك في محاكمة مقتضبة وسمت بوجود مخالفات. نقض حكم الإعدام على 429 منهم، استبدل معظمها بالسجن المؤبد.
يشترط القانون المصري أن يتم المصادقة على أحكام الإعدام من قبل رئيس المحكمة بعد مراجعة رأي مفتي الديار المصرية. وأن رأي المفتي للقاضي سريّ. ولا يزال حكم الإدانة وأحكام الإعدام خاضعين للمراجعة من قبل محاكم الاستئناف. وصفت منظمة العفو الدولية على لسان المسيري أن «القضية قضت على مصداقية النظام القضائي المصري».